# Fiume Gambara
Il Gambara, torrente che scorre nella Bassa Bresciana e per un breve tratto anche in territorio cremonese, nasce da risorgive nel comune di Ghedi (BS), prende il nome dal comune di Gambara, è un fiume colatore, il letto del fiume è sabbioso e la profondità è modesta.
Il Gambara a livello locale è un fiume di estrema importanza, in quanto fornisce acqua all'agricoltura, tipologia di lavoro molto praticata nella zona. Il fiume è diventato negli anni momento di aggregazione, infatti ha il merito di aver fatto sorgere numerose associazioni di salvaguardia dell'ambiente e riguardanti la pesca.
Il torrente è riscontrabile in alcune mappe venete del XVIII sec.

## Affluenti
Raccoglie le acque di numerosi altri fiumi a livello locale come il Redone a Gottolengo.

## Confluenza

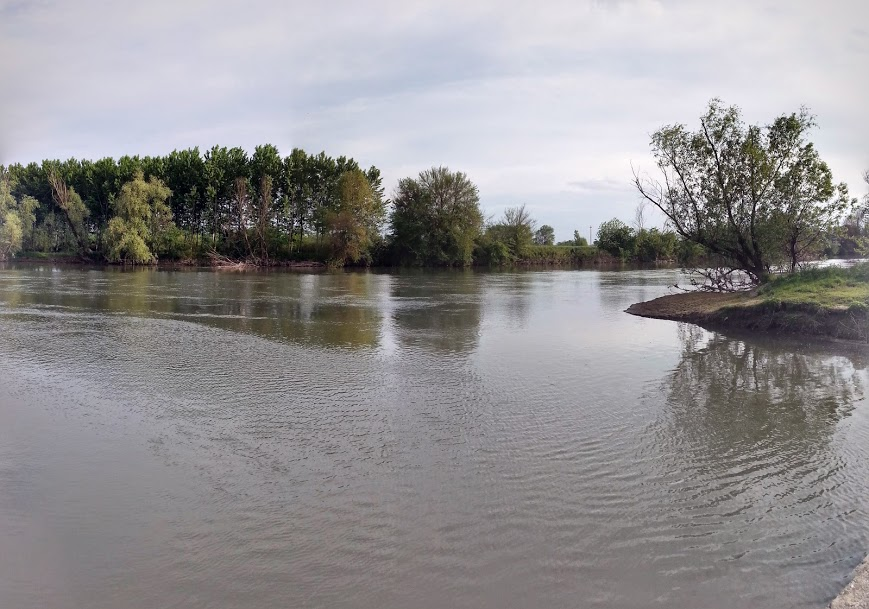
Confluenza dei fiumi Gambara ed Oglio.

Il fiume dopo aver attraversato il confine cremonese, si getta nell'Oglio nei pressi del comune di Volongo.

## Paesi attraversati
Attraversa sei comuni lombardi di cui:

### Provincia di Brescia
- Ghedi,
- Leno,
- Gottolengo,
- Gambara,
- Fiesse.

### Provincia di Cremona
- Volongo